# 丹佳夫
丹 佳夫（たん よしお、1986年1月1日 - ）は、ワタナベエンターテインメントに所属していたお笑いタレント。
京都府出身。身長177cm、体重92kg、 血液型A型。

## 来歴・人物・概説
この節の出典。
洛南高等学校を経て京都大学大学院（エネルギー科学研究科修士課程）卒業後、2010年4月にワタナベコメディスクールに12期生として入り、翌2011年3月に同スクール卒業。大学生時代から学習塾講師も務めており、特に化学の授業には定評があったという。
実用数学技能検定準1級、中学校理科と高校化学それぞれの教員免許、柔道初段の各資格を持つ。得意教科は化学、数学。趣味はクイズなど。所属事務所で「ワタナベクイズ部」の活動もしている。テレビのクイズ番組への出演も多かった。
特技は分子モデル作り、イラストレーター。さくら学院の「科学部 科学究明機構ロヂカ?」では、科学監修のヂロ役として同部をプロデュース。ネタは、得意な化学、数学などの知識を生かして、あらゆる事象を元素記号や分子の化学結合・分離、数学の数式などに例え、講義風に展開するなどのものを披露している。
2016年3月以降SNSなどの更新も止まっており、ワタナベエンターテインメントの公式プロフィールも削除されていることから、退社したものとみられる。

## 出演

### テレビ
- クイズプレゼンバラエティー Qさま!!（テレビ朝日）
- タカトシのクイズ!サバイバル（日本テレビ）
- 激論!どっちマニア（テレビ朝日）
- マバタキー（フジテレビ）- 2013年3月27日（第2回）
- 超タイムショック 芸能人最強クイズ王決定戦（テレビ朝日）- 2012年
- スッキリ!!（日本テレビ）-「鈴木福くんとの夏休みの自由研究」
- 今夜くらべてみました（日本テレビ）- 2012年10月16日」(2012）
- YOU vs. 7（フジテレビ）- 2012年4月7日（第3回））
- 劇団ひとり&ビビる大木の『どこイク!?』（フジテレビONE）
- とんねるずのみなさんのおかげでした（フジテレビ）- 「安すぎて伝わらない素人芸選手権」
- しか〜も!!（日本テレビ）
- あなたが主役 50ボイス（NHK総合テレビジョン）
- 我が家の妄想ライセンス（メ〜テレ）
- カンニング竹山の銭ナール（毎日放送）
- 特捜警察ジャンポリス（テレビ東京）
- あのニュースで得する人損する人（日本テレビ）

## 著書
- 元素ネタ 笑って楽しく覚える周期表（パブリック・ブレイン 2011年4月 刊）